# Yūki Abe
Yūki Abe (jap. 阿部 勇樹, Abe Yūki; * 6. September 1981 in Ichikawa, Präfektur Chiba) ist ein ehemaliger japanischer Fußballspieler.

## Karriere

### Verein
Abe spielte beim Ichikawa FC und in der Jugend von JEF United Ichihara Chiba, bevor er 1998 in die Profimannschaft von JEF United Ichihara Chiba aufgenommen wurde. Er spielte bis 2006 bei Chiba und wurde dort auch zum Nationalspieler berufen.
Mit ihnen gewann er den Yamazaki Nabisco Cup 2005 und 2006. Für Chiba absolvierte Abe 214 Ligaspiele und erzielte dabei 36 Tore.
2007 wechselte er zum amtierenden Meister Urawa Red Diamonds. Anders als bei JEF wurde Abe bei Urawa als Verteidiger eingesetzt. In seiner ersten Saison für Urawa absolvierte er 33 Spiele. Mit Urawa gewann er auch die AFC Champions League 2007 gegen den iranischen Vertreter Sepahan Isfahan, wobei er im zweiten Finalspiel im Saitama Stadium das entscheidende 2:0 für Urawa erzielte. Im Dezember belegte er mit Urawa den 3. Platz bei der FIFA-Klub-Weltmeisterschaft in Japan hinter den Boca Juniors und AC Mailand, gegen die sie im Halbfinale ausgeschieden waren.
Am 26. August 2010 wechselte Abe zum englischen Verein Leicester City in die zweitklassige Football League Championship 2010/11. In seiner ersten Saison bestritt er
38 Pflichtspiele, in der er ein Tor schoss. Bei seinem zweiten Jahr erzielte er in 18 Pflichtspielen für Leicester City einen Treffer. Er unterzeichnete am 23. Januar 2012
mit Urawa Red Diamonds einen ablösefreien Vertrag. Mit dem Verein gewann neben der AFC Champions League 2007, in seiner ersten aktiven Zeit im Verein, den Japanischen Ligapokal 2016 und die AFC Champions League 2017. Den Kaiserpokal gewann er 2018 und 2021.
Am 1. Februar 2022 beendete Yūki Abe seine Karriere als Fußballspieler.

### Nationalmannschaft
Yūki Abe war Spieler der Mannschaft Japans bei den Olympischen Sommerspielen 2004 in Athen. Ihm gelang ein Tor im Gruppenspiel gegen Italien.
Sein Nationalmannschafts-Debüt gab er unter Zico am 29. Januar 2005 gegen Kasachstan. Seitdem bestritt er 28 Spiele, erzielte zwei Tore und wurde dabei in der Qualifikation zur Fußball-Weltmeisterschaft 2006, dem Kirin Cup 2007, der Asienmeisterschaft 2007 wie auch bei der Qualifikation zur FIFA-Weltmeisterschaft 2010 eingesetzt. Hierbei gewann er die Fußball-Asienmeisterschaft 2011. Abe spielt wie bei Urawa Red Diamonds vorwiegend im defensiven Mittelfeld.

## Erfolge

### Verein
Urawa Red Diamonds
- AFC-Champions-League-Sieger: 2007, 2017
- Japanischer Ligapokalsieger: 2016
- Japanischer Pokalsieger: 2018, 2021

JEF United
- Japanischer Ligapokalsieger: 2005, 2006

### Nationalmannschaft
- Fußball-Asienmeister: 2011

## Auszeichnungen
- J.League Best XI: 2005, 2006, 2007